# Pleurospermum hookeri
Pleurospermum hookeri là một loài thực vật có hoa trong họ Hoa tán. Loài này được C.B. Clarke miêu tả khoa học đầu tiên năm 1879.